# توماس إيوينغ شيرمان
توماس إيوينغ شيرمان (بالإنجليزية: Thomas Ewing Sherman)‏ هو كاهن كاثوليكي أمريكي، ولد في 12 أكتوبر 1856، وتوفي في 29 أبريل 1933.